# 彰化大東門福德祠
24°04′47″N 120°32′34″E / 24.079709°N 120.542801°E
彰化大東門福德祠，位於臺灣彰化縣彰化市元清觀對面，祭祀彰化縣城的東門土地公，是該城最晚重建的土地祠。

## 歷史沿革
彰化縣城的東門土地祠，原在原彰化第二幼稚園對面。1920年，市街改正拓寬道路，南、西、北三城門先遭拆除，至1922年本要被保留的東城門，也為了台1線拓寬拆除。至1995年報導時，東門土地公是彰化城唯一還沒重建廟宇的土地神。一次，彰化市長溫國銘到彰化城隍廟參拜時，看到東門土地公神像，也才知道這段寄人籬下的故事，便決定為其尋覓新居。2002年8月8日，溫國銘表示公所決定在民生路元清觀對面、原縣警局交通隊舊址重建土地公廟，佔地約五十坪，所有權人分屬元清觀及彰化慶安宮，目前均是由市公所代管的寺廟用地，市公所將籌措經費重建。
2005年6月11日中午，市公所為新雕塑的鎮殿神像舉行開光點眼儀式。13日入火安座儀式時，市長、分局長、里長及市民代表到場祝賀。起初管理員是黃介仁，為綽號「老怪」的彰化市第一義消分隊隊員，在當地消防界頗有聲望。因東門福德祠歸市公所管理，歷屆市長都會親自前往拜拜。2005年，寺廟整修。

## 神像坐騎

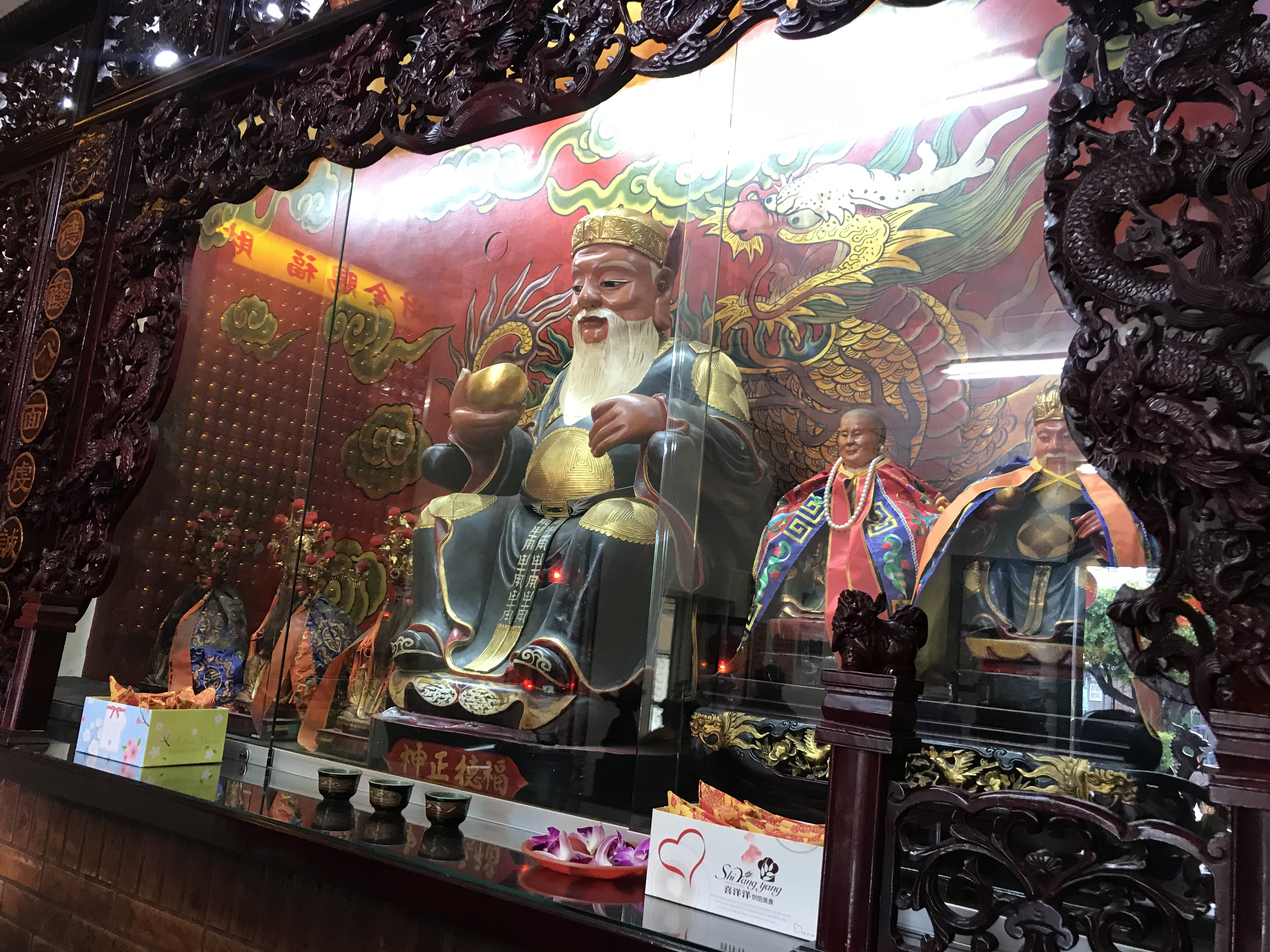
神像

在2005年時，廟方與管理的彰化市公所寺廟室聯繫，決定再另外訂製一座大型的土地公神像，及一尊老虎雕像作為其坐騎，準備該年5月寺廟整修完成後舉行入火安座儀式。寺廟室委託花壇鄉工藝家蘇永良雕刻土地公神像，另以鉛筆畫出四隻不同造型的虎畫像，以擲筊方式挑選將來雕刻出的老虎雕像。但廟方擲筊多次卻擲不出聖杯，有人言可能是這老虎畫得太像狗、貓、猴子、或者畫得太潦草，所以土地公看不懂或認為以鉛筆作畫不敬，才擲不出聖杯，遂請蘇永良改雕刻。寺廟室表示，當蘇永良換成以泥雕出兩尊老虎雕像，2005年3月4日擲筊選就擲出聖杯。
對此，國史館臺灣文獻館研究員林文龍認為，沒有聽過土地公在豺之外另外還有其他的坐騎，以陪祀神的虎爺給土地公當坐騎之舉，土地公恐怕「不敢坐」。館方李姓研究員則緩頰，說由虎給土地公當坐騎之舉，可視為地方信仰的創新，是信徒體貼神明辛勞之舉，不需刻意去駁斥。李姓研究員主張，若把土地公視為神格最小、最基層的財神爺，當然也可以像趙公明一樣騎虎，且虎發音與「福」類似，也能彰顯土地公掌管財富的神格。